# Maicao
Maicao è un comune della Colombia facente parte del dipartimento di La Guajira.
Il centro abitato venne fondato da Rodolfo Morales e Tomás Curvelo Iguarán nel 1927.